# Jacobus Bergemann
Jacobus Bergemann (* 30. April 1527 in Bernau bei Berlin; † 27. Januar 1595 in Frankfurt (Oder)) war Leibarzt des Kurfürsten Joachim II. von Brandenburg, Professor für Griechisch, Mathematik und Medizin an der  Brandenburgischen Universität Frankfurt sowie Gründungsdirektor des  Berlinischen Gymnasiums zum Grauen Kloster.

## Leben
Jacobus Bergemann stammte aus einer in der Mark Brandenburg sehr angesehenen Familie, aus der mehrere Gelehrte und Apotheker hervorgegangen sind. Im Alter von 16 Jahren ging er an die Brandenburgische Universität Frankfurt, erhielt bereits nach zwei Jahren den Preis der philosophischen Fakultät und wurde 1546 Magister. 10 Jahre später wurde er dort Professor für griechische Sprache und Mathematik, 1559 Doktor der Medizin und drei Jahre danach Leibarzt des
Kurfürsten Joachim II. von Brandenburg. Von dessen Sohn Johann Georg wurde er 1574 als erster Direktor des Berlinischen Gymnasiums zum Grauen Kloster, der ersten humanistischen Bildungsanstalt Brandenburgs, eingesetzt.
Bergemann war mehrfach Dekan der medizinischen Fakultät und auch Rektor der Universität in Frankfurt (Oder).